# Batalha do Val de Junqueira
A Batalha do val de Junqueira ocorreu em Juncária (em latim: Iuncaria) ou Vale de Junqueira em julho de 920 entre tropas mouras do Emirado de Córdova sob emir Abderramão III (r. 912–961) e o exército cristão dos Reinos de Leão e Pamplona sob Ordonho II (r. 910–924) e Sancho Garcês I (r. 905–925). À época, Abderramão estava incursionando contra os cristãos do Reino de Navarra e do vale do Ebro. Com sua aproximação, Sancho marchou para o norte para ajudar Ordonho, mas foram totalmente derrotados no val de Junqueira, entre Muez e Salinas de Oro. Muitos nobres foram mortos e os bispos Dulcídio de Salamanca e Hermógio de Tui foram levados como reféns.